# Goz Beïda
Goz Beïda (en àrab قوز بيضة, Qūz Bayḍa) és la capital de la regió de Sila (o Dar Sila), al Txad i també és el centre administratiu del departament de Kimiti. Abans de 2008, Goz Beïda era part del antic departament de Sila de la regió d'Ouaddaï.
Goz Beïda es troba a 70 quilòmetres de la frontera del Txad amb la regió occidental de Darfur al Sudan. La ciutat s'ha vist greument afectada pel conflicte de Darfur, que s'ha estès a la zona circumdant i ha donat lloc al fet que un gran nombre de refugiats visquin a la ciutat.
La ciutat està comunicada amb l'aeroport de Goz Beïda.